# Harungana
Harungana es un género de plantas perteneciente a la familia Hypericaceae . Es originaria de África tropical (incluyendo Madagascar) y Mauricio. Comprende 8 especies descritas y de estas, solo 2 aceptadas.

## Taxonomía
El género fue descrito por Nicholas Edward Brown y publicado en Tableau Encyclopédique et Methodique ... Botanique 3: , t. 645. 1796. La especie tipo es: Harungana paniculata Pers. 

## Especies aceptadas
A continuación se brinda un listado de las especies del género Harungana aceptadas hasta septiembre de 2014, ordenadas alfabéticamente. Para cada una se indica el nombre binomial seguido del autor, abreviado según las convenciones y usos.	
- Harungana madagascariensis Lam. ex Poir.
- Harungana montana Spirlet